# Fossillagerstätte Lengerich

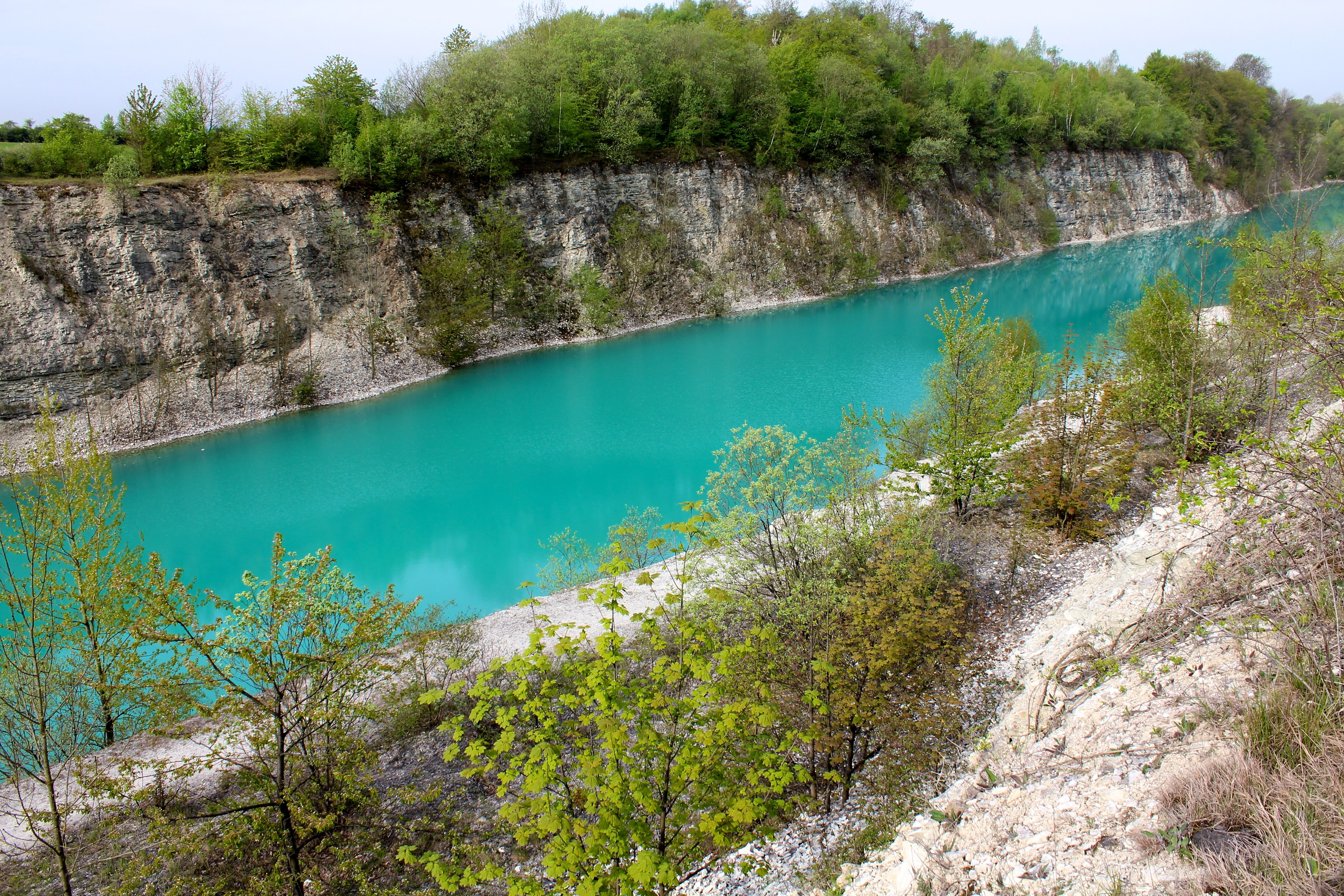
Lengericher Canyon, ein ehemaliger Kalksteinbruch.

Die Fossilienlagerstätte im Raum Lengerich (Westfalen) umfasst Ablagerungen aus der Oberkreide, genauer aus dem oberen Unter-Cenoman bis oberen Turon. Die dort auffindbaren Plänerkalke sind durch stratigraphische Vollständigkeit und einen guten Fossilienbericht gekennzeichnet.

## Geographische Lage

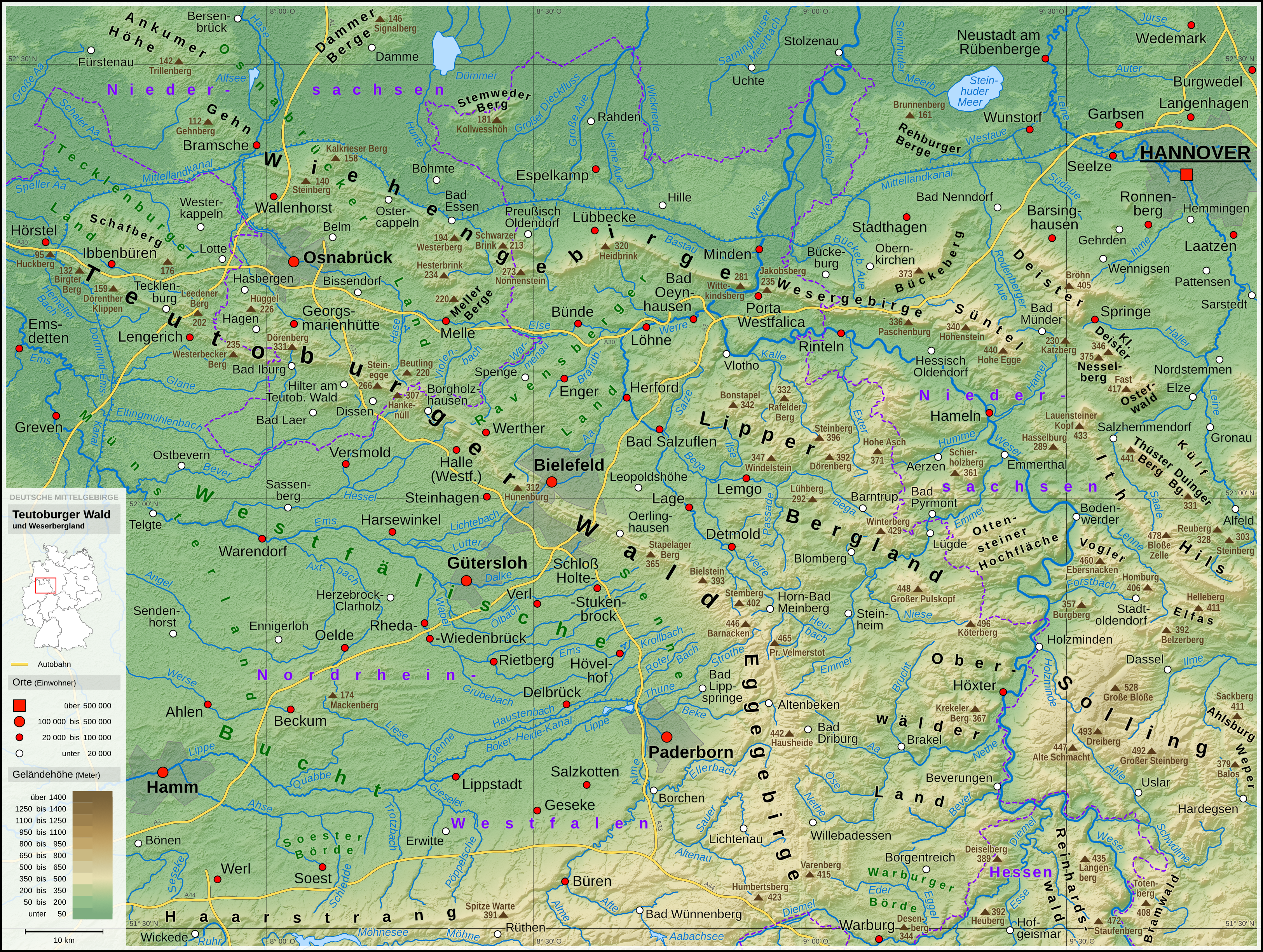
Lage Lengerich am Südhang des Teutoburger Waldes

Lengerich befindet sich im nördlichen Teil Nordrhein-Westfalens an der südwestlichen Flanke des Teutoburger Waldes.

## Geologie

### Geologischer Rahmen
Die oberkretazischen Plänerkalke befinden sich am Nordostrand des Münsterländer Beckens. Begrenzt wird dieses Becken durch das nordöstliche angrenzende Osnabrücker Bergland und das Ravensberger Hügelland, welche die Westfälisch-Lippische Schwelle bilden.
Nach West/Nordwest wurde das Plänerkalkstein-Meer des Münsterländer Beckens durch eine weitere Schwelle begrenzt.
Lengerich ist Teil der Osning-Überschiebungszone.

### Lithostratigraphie
Die Oberkreideschichten des Teutoburger Waldes gehören lithostratigraphisch zur Plänerkalkgruppe der nordwestdeutschen Oberkreide. Dabei handelt es sich um Mergel-/Kalkstein Wechselfolgen. Die im Raum Lengerich auffindbaren Plänerkalke sind charakterisiert durch eine graue Farbe, einen splittrig bis spröden Bruch, starke Bioturbation und eine kalkige, mergelige Zusammensetzung. Mikroskopisch bestehen sie aus variablen Anteilen von Kalcisphären, Bioklasten und planktischer sowie benthischer Foraminiferen in einer mikritischen Matrix. Folglich sind sie als Mudstones oder bioklastische Wackestones einzuordnen. Die Gesteine sind in mehreren Steinbrüchen aufgeschlossen.
Die Lengerich-Formation bildet einen Teil der oberen Plänerkalkuntergruppe. Darunter liegt die ebenfalls im Raum Lengerich aufgeschlossene Hesseltal-Formation (Oberes Cenomanium bis unteres Turonium).
Die Wechselfolgen in Lengerich repräsentieren die stratigraphisch vollständigsten im Raum Teutoburger Wald und Egge.

### Biostratigraphie
Die biostratigraphische Gliederung der Plänerkalkstein-Gruppe beruht auf Makrofossilien (Ammoniten, Inoceramen). Obwohl Inoceramen vorzugsweise in bestimmten Lagen auftreten, sind sie durch das kontinuierliche Auftreten im Profil zur Unterteilung geeignet. Die Inoceramus lamarcki/apicalis/cuvieri-Assoziation ist typisch für den obersten Teil der norddeutschen Mittel-Turons. Das Erstauftreten des Inoceramus perplexus markiert die Basis des Ober-Turons.
Auch unter Zuhilfenahme der Fossilienfunde in Lengerich, wurde das gesamte Mittel-Turon als Zone des Ammoniten Collignoniceras woollgari definiert. Subprionocyclus neptuni markiert den Beginn des Ober-Turons. Dieses Taxon ist jedoch aufgrund des beschränkten Auftretens am Rande des Rheinischen Massivs für die Biostratigraphie eher ungeeignet. In Lengerich selbst findet sich eine ca. 50 m mächtige Zone zwischen dem Aussetzen des Collignoniceras woollgari und dem Erstauftreten von Subprionocyclus neptuni.
Zusätzlich existiert eine eventstratigraphische Gliederung. Diese beinhaltet eine besonders ammonitenhaltige Lage, eine laminierte Lage, mehrere Tuffhorizonte und das costellatus/plana Event.

### Entstehungsgeschichte
Durch den starken globalen Meeresspiegelanstieg in der Kreidezeit, waren große Teile des Festlandes überschwemmt. Das zudem vorherrschende humide subtropische Klima führte zur Ablagerung der fossilienreichen Plänerkalke im distalen, mittleren Schelfbereich des norddeutschen Beckens.
Die Hesseltal Formation wurde in der oberen Kreide unter anoxischen Bedingungen während des Cenomanian-Turonian boundary events (auch bekannt als ocean anoxic event 2/OAE 2) abgelagert. Sie ist charakterisiert durch die weltweite Ablagerung von Serien aus organikreichem, schwarzen Schiefer. Durch die zuvor lang andauernden günstigen Bedingungen, waren die diversen marinen Biota nur schlecht an Extrembedingungen angepasst. Tropische Riffökosysteme starben großflächig aus. Das Aussterbeereignis wird mit starken Veränderungen des Klimas und der Bedingungen im Ozean assoziiert, welche mithilfe von Schwankungen der Gehalte von Spurenelementen, stabilen Isotopen und organischem Kohlenstoff nachgewiesen werden können. Ursachen für dieses Event sind umstritten. Diskutiert werden unter anderem Einflüsse von submarinen Vulkanismus, oder Milanković-Zyklen.
Der hohe Fossiliengehalt in Lengerich wird zusätzlich durch turbiditische Ströme, eventuell ausgehend von der Lippischen Schwelle, erklärt, die Überbleibsel von Baculiten und Ammoniten Kiefern in den tiefsten Teil des Beckens transportiert haben könnten. Dort wurden sie gravitativ akkumuliert und schnell unter tonigem Mergel begraben.
Die überdurchschnittlich hohe Akkumulationsrate im frühen bis mittleren späten Turon im Raum Lengerich im Vergleich zu anderen Gebieten des Münsterländer Beckens führte zu Schicht Mächtigkeiten der Plänerkalkstein-Gruppe von bis zu 500 m. Zusätzlich gibt es keine Hinweise auf einen Hiatus oder großräumige Umlagerungen. Diese Faktoren sind ideal für die Bildung einer Fossillagerstätte.

### Datierung
Die Kreideschichten umfassen einen Ablagerungszeitraum von 5,25 Ma (95,5 Mill. a bis 90,25 Mill. a). Dieser Zeitraum beinhaltet den Übergang zwischen den Stufen Cenomanium und Turonium, welche Teil der Oberkreide sind.

## Taphonomie

### Erhalt Fossilien
Die vorherrschenden anoxischen Bedingungen an der Cenoman-Turon Grenze begünstigten den Erhalt der Fossilien. Zusätzlich sind eine schnelle Ablagerung und Konservierungsprozesse für die exzeptionelle Erhaltung verantwortlich. Teilweise sind karbonisierte und phosphatisierte Weichteile erhalten.
Die besondere Lage Lengerichs in einer Vertiefung des Münsterländer Beckens begünstigt zudem die Akkumulation von Organismusresten.

## Funde

### Fauna
Die in Lengerich ausbeißenden Gesteine des späten Cenomans bis frühen Turons enthalten zahlreiche Fossilien, welche stratigraphisch ungleichmäßig verteilt sind. Es kann eine Korrelation zwischen regelmäßigen Schwankungen der Faunenverteilung und der relativen Meeresspiegelkurve hergestellt werden. Besonders fossilienhaltig sind die dunkle Lagen der Hesseltal Formation. Sie sind bekannt für die zahlreich auftretenden Fossilien mariner Invertebraten, mariner Vertebraten und seltener Überreste mariner Reptilien. Daneben wurden auch bislang noch unidentifizierte Ichnofossilien entdeckt.
Durch die gute Zugänglichkeit des Aufschlusses, die kontinuierlichen Ablagerungen, kaum lithologische Veränderungen und den guten Fossilienbestand von Wirbellosen (Inoceramiden, Ammoniten, Echinoiden) wird der Plattenkalk in Lengerich als GSSP Kandidat für die Grenze zwischen dem mittleren und oberen Turonium diskutiert.

### Wirbellose
Es finden sich zahlreiche Ammoniten, Inoceramiden und Crustaceen.
Die einzeln auftretenden Ammonoideen-Kiefer in Lengerich konnten Allocrioceras und möglicherweise Acanthoceratinae zugeordnet werden. Bei einigen Ammonitenteilen wurden aufgewachsene Rankenfußkrebse entdeckt. Neu wurden in dem Gebiet die Arten Neocrioceras (Schluerterella) Mutlinodosum und Allocrioceras schlueteri entdeckt.
Neben einem Syntypus der Echinidenart Daemonhelix cretacea nov. sp. fand man Holotypen der Varietät Mytiloides subhercynicus und des Mytiloides incertus.
Die Ammoniten und Inoceramidenfunde leisten einen wichtigen Beitrag zur biostratigraphischen Gliederung des Cenoman-Turon-Grenzbereichs.

### Fische
Es finden sich Überreste von Knochen- und Knorpelfischen. Die faunale Zusammensetzung der Knochenfische im norddeutschen Raum des zentraleuropäischen, kretazischen Schelfmeers umfasst unter anderem die Actinopterygier Berycopis, Cimolichthys, Clupeiformes indet., Enchodus, Hoplopteryx, ? Osmeroides, Pycnodontiformes indet., Pycnodus, Teleostei indet. und Xiphactinus. Zudem wurden mehrere Exemplare des noch unbeschriebenen Pflasterzahnfisch Taxons Njoerdichthys dyckerhoffi gen. et. sp. nov. in Lengerich entdeckt.

### Reptilien
Im DIMAC Steinbruch in der Nähe von Lengerich wurden seltene Fossilien von Coniasaurus, Dolichosaurus und Mosasauroidea in der Hesseltal Formation entdeckt. In Lengerich selbst sind derartige Funde noch nicht bekannt.

## Forschungsgeschichte
Erste Erwähnungen der Plänerkalksteine im Raum Lengerich stammen aus den 1850er Jahren von F. Roemer und von Dechen. Anschließend wurde das Gebiet zunehmend geologisch und paläontologisch untersucht.

### Wissenschaftliche Ausgrabungen
Eine erste detaillierte Beschreibung der Gesteine und erster Fossilien stammt von Windmöller (1882). Anfang des 20. Jahrhunderts wurde das Gebiet als distales Gegenstück zu den zeitgleichen proximalen Grünsandablagerungen im Nordwesten des Münsterländer Kreidebeckens beschrieben. Dies führte zu dem Versuch eine überregionale Korrelation der Kreideschichten herzustellen. Diskutiert wurde die fazielle Beziehung zu Vorkommen in England und Frankreich. Zudem wurde auf die außerordentlich hohen Mächtigkeiten der Plänerkalksteine speziell im Raum Lengerich hingewiesen.
Im Folgenden kam es zunehmend zu Versuchen einer lithostratigraphischen Gliederung des Cenomans und einer Feingliederung des Grenzbereichs Cenoman-Turon.
Paläontologisch wird das Gebiet ebenfalls seit Ende des 19. Jahrhunderts genauer untersucht. Schlüter beschreibt nach Untersuchungen in den 1870er Jahren erstmals die Arten Neocrioceras (Schluerterella) mutlinodosum und Allocrioceras schlueteri. Ein Syntypus der Echinidenart Daemonhelix cretacea nov. sp. aus dem Jahr 1901 stammt ebenfalls aus Lengerich. Ein weiteres interessantes Exemplar ist der Holotyp der Varietät Mytiloides subhercynicus, der 1935 von Seitz entdeckt wurde. Tröger wählte 1967 als Holotyp des Mytiloides incertus auch den Fund aus Lengerich.
Einige bis dahin unbekannte Ichnofossilien aus dem Turon beschrieben 1970 Meiburg und Speetzen.
1991 wurden 17 mehr oder weniger vollständige Baculites im Steinbruch Galgenknapp bei Lengerich entdeckt. Die meisten in Form von Abdrücken der gelösten Schale. Manche enthalten jedoch auch unmineralisierte, primär organische Körperteile. Auffällig ist die Abwesenheit calcit- oder aragonithaltiger Schalen- und Skelettteile.
In den Jahren 2000 bis 2002 wurde systematisch nach Ober- und Unterkiefern von Ammonoideen gesucht. Es wurden rund 80 isolierte Exemplare durch das Westfälische Museum für Naturkunde in dem Gebiet gefunden.
Bei Ausgrabungen wurden 20 (Teil-)Skelette des lepadomorphen Cirripeds Stramentum pulchellum aus dem Unterturon im Steinbruch der Dyckerhoff AG in Lengerich aufgefunden. Diese wurden teilweise als Bewuchs auf den ebenfalls in den Schwarzpeliten aufgefundenen baculitiden Ammoniten entdeckt. Dies wirft die Frage nach der Lebensweise dieser Krebstierart auf.
Ab Mitte des 19. Jahrhunderts wurde auch zunehmend nach Fischfossilien in dem Gebiet gesucht. In der Mytiloides hattini Inoceramen Zone des unteren Turons wurden 1995 drei Fossilien einer noch unbeschriebenen Pflasterzahnfischart im Galgenknapp Steinbruch entdeckt. Der sogenannte Njoerdichthys ist der am weitesten nördlich aufgenommene Pflasterzahnfisch aus der Kreide.